# Friederike Rupprecht
Friederike Rupprecht (geb. Schadewaldt; * 1940 in Leipzig) ist eine deutsche evangelische Geistliche und war Äbtissin des Klosters Stift zum Heiligengrabe.

## Leben
Friederike Rupprecht ist die vierte Tochter der fünf Kinder des Altphilologen Wolfgang Schadewaldt und seiner Frau Maria, geb. Meyer. Sie war verheiratet mit dem 1991 verstorbenen Theologen Konrad Rupprecht, mit dem sie drei Söhne hat.
Sie studierte Kunstgeschichte und Evangelische Theologie an den Universitäten Tübingen und Heidelberg und wurde 1970 zur Dr. theol. promoviert. Von 1981 bis 1983 arbeitete sie mit im Projekt Frauen als Innovationsgruppen des Deutschen Nationalkomitees des Lutherischen Weltbundes. Von 1987 bis 1990 war sie an der Heidelberger Forschungsstätte der Evangelischen Studiengemeinschaft tätig. Anschließend war sie Pfarrerin in Karlsruhe.
2001 wurde sie Äbtissin der 1996 wieder hergestellten Gemeinschaft im evangelischen Damenstift Kloster Stift zum Heiligengrabe in der Gemeinde Heiligengrabe im Landkreis Ostprignitz-Ruppin in Brandenburg. Für ihre Verdienste „um die Stiftsgemeinschaft und den Ausbau des kulturellen Angebots in der denkmalgeschützten Anlage“ wurde sie am 15. Juni 2015 von Ministerpräsident Dietmar Woidke mit dem Verdienstorden des Landes Brandenburg ausgezeichnet. Am 10. Januar 2016 wurde sie als Äbtissin verabschiedet.
Am 24. Oktober 2016 wurde Friederike Rupprecht zusammen mit der neuen Äbtissin des Klosters Heiligengrabe Erika Schweizer vom Deutschen Nationalkomitee für Denkmalschutz für ihren Einsatz zum Schutz und zur Wiederherstellung des Gebäudeensembles des Klosters mit dem Deutschen Preis für Denkmalschutz geehrt.

## Schriften
- Die Ikonographie der Josephsszenen auf der Maximianskathedra in Ravenna. Heidelberg, Theol. F., Diss. v. 6. Febr. 1970
- mit Hans-Ulrich Perels und François Traudisch: Die frühe Kirche: eine Text- und Bilddokumentation zur Geschichte der Kirche von ihrer Entstehung bis zum Konzil von Nicaea 325 n Chr. Gelnhausen; Berlin: Burckhardthaus-Verlag; Freiburg i. Br.: Christophorus-Verlag 1978 ISBN 3-7664-9011-7
- Gerta Scharffenorth mit Friederike Rupprecht, Doris Jehle, Erika Reichle u. a.: Schwestern. Leben und Arbeit evangelischer Schwesternschaften. Absage an Vorurteile. Offenbach: Burckhardthaus-Laetare 1984 ISBN 978-3-76640-111-3
- Krankheit als Erfahrung des Lebens: eine biblisch-exegetische Studie. (Texte und Materialien der Forschungsstätte der Evangelischen Studiengemeinschaft: Reihe A; Nr. 37). Heidelberg: FEST 1992 ISBN 3-88257-036-9
- (Hrsg.) Von blutenden Hostien, frommen Pilgern und widerspenstigen Nonnen: Heiligengrabe zwischen Spätmittelalter und Reformation. Berlin: Lukas 2005 ISBN 3-936872-59-7
- (Hrsg.) Lesezeiten: die Bibliothek im Kloster Stift zum Heiligengrabe von 1600 bis 1900. (Kultur- und Museumsstandort Heiligengrabe; Bd. 3). Berlin: Lukas 2011 ISBN 978-3-86732-110-5